# Noalhat
Noalhat település Franciaországban, Puy-de-Dôme megyében. Lakosainak száma 230 fő (2022. január 1.). Noalhat Paslières, Crevant-Laveine, Dorat és Vinzelles községekkel határos.

## Népesség
A település népességének változása:
| Lakosok száma | 246  | 247  | 251  | 247  | 243  | 239  | 235  | 233  | 230  |
|               | 2013 | 2015 | 2016 | 2017 | 2018 | 2019 | 2020 | 2021 | 2022 |